# Adolf Wilhelm Bockendahl
Adolf Wilhelm Bockendahl (* 5. Juli 1855 in Schleswig; † 24. Mai 1928 in Kiel) war ein deutscher Mediziner.

## Leben und Wirken
Adolf Wilhelm Bockendahl war ein Sohn des Mediziners Johannes Bockendahl und dessen Ehefrau Sabine Marie Henriette Rüppell († 1. August 1895 in Kiel). Er besuchte ein Gymnasium in Kiel und studierte Medizin an Universitäten in München, Heidelberg und Kiel. Nach dem Staatsexamen 1878 an der Kieler Universität wurde er zwei Jahre später promoviert. Danach arbeitete er zwei Jahre als Assistenzarzt in der Medizinischen Klinik bei Heinrich Quincke und der Frauenklinik bei Carl Conrad Theodor Litzmann. Nach dem Physikatsexamen 1882 eröffnete er ein Jahr später eine eigene Praxis in Kiel.
1884 übernahm Bockendahl die Stellen des stellvertretenden Kreisphysikus und Gerichtsachverständigen und folgte 1895 auf H. Joens als Kreisphysikus. In dieser Position gehörte er der Städtischen Kommission für die öffentliche Gesundheitspflege an. 1901 wurde er zum Kreisarzt ernannt, 1903 zum Geheimen Medizinalrat und 1906 zum Stadtarzt von Kiel. Von 1896 bis 1920 arbeitete er auch als Vertrauensarzt der Landesversicherungsanstalt und mehrerer Berufsgenossenschaften. Außerdem übernahm er die medizinische Betreuung der Kieler Provinzial-Blindenanstalt.
Neben der ärztlichen Tätigkeit gehörte Bockendahl der Prüfungskommission für das medizinische Staatsexamen der Kieler Universität an. Hier nahm er bis 1892 an Prüfungen für Pharmakologie und anschließend für Geburtshilfe teil. Nach dem Tod seines Vaters, der an der Universität unterrichtet hatte, beabsichtigte die Lehreinrichtung, Bockedahl 1902 vorübergehend einen Lehrauftrag für Gerichtsmedizin zu erteilen. Sie konnte die Pläne aufgrund fehlender finanzieller Mittel jedoch nicht umsetzen. 1906 gab die Universität diese endgültig Überlegungen auf und verfolgte stattdessen die Etablierung eines planmäßigen Extraordinariats.
Bockendahl entwickelte in maßgeblicher Position das Gesundheits- und Fürsorgewesen der Stadt Kiel weiter. Er referierte öffentlich zu Themen des Gesundheitswesen und publizierte hierzu. Er beschäftigte sich dabei mit dem Kampf gegen Infektionskrankheiten und der Gründung von Stellen, die über allgemeine Fragen der Hygiene beraten sollten. Diese Tätigkeiten verschafften ihm überregionale Bekanntheit. 
Bockendahl beteiligte sich an Planungsarbeiten zur Gründung mehrerer Kieler Institutionen zur Prävention vor Infektionskrankheiten, so der Infektionsabteilung, der Isolierstation, des Pathologisch-Anatomischen Instituts oder 1890 an der Städtischen Desinfektionsanstalt, die sich auf dem Gelände des Armen- und Krankenhauses am Kronshagener Weg befand.
Darüber hinaus arbeitete Bockendahl 1905 an er Gründung einer Abteilung für Tbc-Fürsorge mit und zwei Jahre später an der hier angebauten Walderholungsstätte Viehburg. Hinzu kamen 1910 eine Abteilung für Blinden- und Trinkerfürsorge und der Ausbau einer bereits existierenden Praxis zu einer Säuglingsfürsorgestelle. Außerdem stellte er während seiner Amtszeit erstmals einen städtischen Schularzt ein.
Bockendahl war verheiratet mit Frederikke Scheibel, mit der er zwei Töchter und einen Sohn hatte. Sein Bruder war der Chirurg Ernst Bockendohl.